# 혜산시

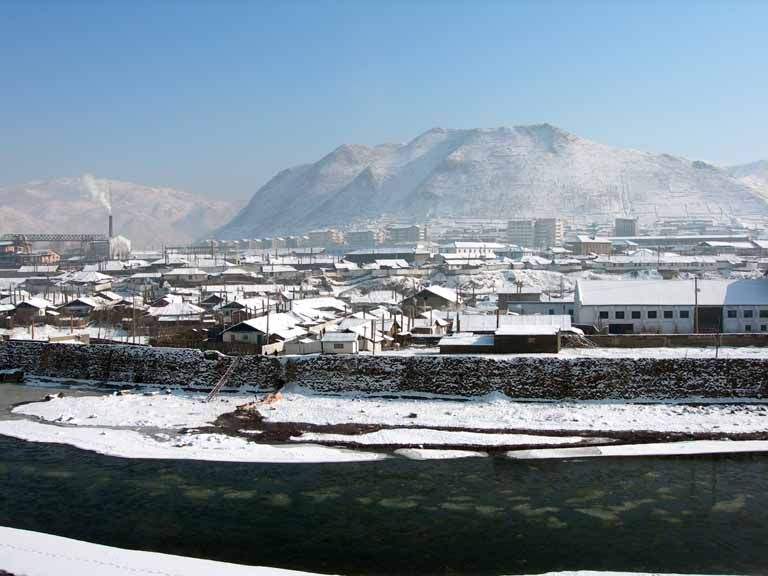
중국 창바이 조선족 자치현에서 본 혜산 시내와 압록강의 모습. 2005년 12월 촬영.

혜산시(惠山市)는 량강도 북쪽에 있는 도시이다. 운하교통의 중심지이자 생산공급지이고 량강도의 도 소재지(량강도 인민위원회, 조선로동당 량강도당 등)이다. 당 책임비서는 장용석이다.

## 지리와 기후
해발 2,000m급의 산들에 둘러싸인 혜산분지의 중심부에 있다. 한반도에서도 가장 추운 지역의 하나로, 1915년에는 사상 최저기온인 -42 °C를 기록했다. 연평균 기온은 3.7°C이고 연평균 강수량은 679 mm이다.
동쪽은 운흥군, 동북쪽은 보천군, 남쪽은 갑산군, 서쪽은 삼수군에 접한다. 북쪽은 압록강을 사이에 두고 중화인민공화국 지린성의 창바이 조선족 자치현이 있다.
| 혜산시의 기후                                                                   | 혜산시의 기후 | 혜산시의 기후 | 혜산시의 기후 | 혜산시의 기후 | 혜산시의 기후 | 혜산시의 기후 | 혜산시의 기후 | 혜산시의 기후 | 혜산시의 기후 | 혜산시의 기후 | 혜산시의 기후 | 혜산시의 기후 | 혜산시의 기후 |
| 월                                                                              | 1월           | 2월           | 3월           | 4월           | 5월           | 6월           | 7월           | 8월           | 9월           | 10월          | 11월          | 12월          | 연간          |
| ------------------------------------------------------------------------------- | ------------- | ------------- | ------------- | ------------- | ------------- | ------------- | ------------- | ------------- | ------------- | ------------- | ------------- | ------------- | ------------- |
| 역대 최고 기온 °C (°F)                                                          | 6.1 (43.0)    | 12.1 (53.8)   | 21.0 (69.8)   | 30.0 (86.0)   | 35.0 (95.0)   | 34.0 (93.2)   | 37.1 (98.8)   | 38.3 (100.9)  | 31.6 (88.9)   | 29.5 (85.1)   | 19.0 (66.2)   | 8.2 (46.8)    | 38.3 (100.9)  |
| 일평균 최고 기온 °C (°F)                                                        | −8.0 (17.6)   | −2.8 (27.0)   | 4.5 (40.1)    | 13.6 (56.5)   | 20.8 (69.4)   | 25.1 (77.2)   | 27.7 (81.9)   | 27.0 (80.6)   | 21.9 (71.4)   | 14.2 (57.6)   | 2.9 (37.2)    | −6.3 (20.7)   | 11.7 (53.1)   |
| 일일 평균 기온 °C (°F)                                                          | −15.9 (3.4)   | −11.2 (11.8)  | −2.7 (27.1)   | 6.0 (42.8)    | 12.8 (55.0)   | 17.5 (63.5)   | 21.1 (70.0)   | 20.3 (68.5)   | 13.8 (56.8)   | 5.8 (42.4)    | −4.0 (24.8)   | −13.2 (8.2)   | 4.2 (39.6)    |
| 일평균 최저 기온 °C (°F)                                                        | −22.2 (−8.0)  | −18.5 (−1.3)  | −9.5 (14.9)   | −1.1 (30.0)   | 5.7 (42.3)    | 11.4 (52.5)   | 16.0 (60.8)   | 15.4 (59.7)   | 7.6 (45.7)    | −0.7 (30.7)   | −9.6 (14.7)   | −19.1 (−2.4)  | −2.1 (28.2)   |
| 역대 최저 기온 °C (°F)                                                          | −37.2 (−35.0) | −33.0 (−27.4) | −27.8 (−18.0) | −20.0 (−4.0)  | −4.3 (24.3)   | −1.7 (28.9)   | 6.5 (43.7)    | 1.0 (33.8)    | −4.3 (24.3)   | −19.9 (−3.8)  | −26.6 (−15.9) | −35.0 (−31.0) | −42.0 (−43.6) |
| 평균 강수량 mm (인치)                                                           | 5.0 (0.20)    | 9.1 (0.36)    | 11.6 (0.46)   | 30.0 (1.18)   | 62.4 (2.46)   | 86.8 (3.42)   | 135.2 (5.32)  | 112.9 (4.44)  | 48.9 (1.93)   | 27.7 (1.09)   | 19.6 (0.77)   | 9.8 (0.39)    | 559.0 (22.01) |
| 평균 강수일수 (≥ 0.1 mm)                                                        | 5.2           | 4.4           | 6.1           | 8.4           | 12.2          | 13.8          | 13.8          | 12.2          | 6.9           | 6.4           | 6.8           | 6.5           | 102.7         |
| 평균 강설일수                                                                   | 10.9          | 9.4           | 10.5          | 5.9           | 0.6           | 0.0           | 0.0           | 0.0           | 0.1           | 2.5           | 9.9           | 13.2          | 63.0          |
| 평균 상대 습도 (%)                                                              | 73.3          | 68.6          | 63.2          | 59.6          | 61.1          | 69.8          | 75.3          | 77.0          | 72.8          | 65.9          | 72.2          | 74.2          | 69.4          |
| 평균 월간 일조시간                                                              | 180           | 191           | 237           | 221           | 228           | 200           | 198           | 190           | 184           | 198           | 157           | 153           | 2,337         |
| 출처 1: 대한민국 기상청 (평년값, 1991년~2020년)                                 |               |               |               |               |               |               |               |               |               |               |               |               |               |
| 출처 2: 독일 기상청 (일조시간, 1961년~1990년), Meteo Climat (극값, 1957년~현재) |               |               |               |               |               |               |               |               |               |               |               |               |               |

## 역사
고구려와 발해그리고 요나라와 금나라의 영토였다.
역사적으로는 함경도 갑산의 일부였고 혜산진을 중심으로 변경 방어를 위한 요새가 놓여져 있었다. 조선시대에는 갑산부에 속했고 혜산진이 놓여져 병마첨절제사가 주재했다.
- 1934년 - 보혜면이 혜산읍으로 승격하였다.
- 1942년 4월 - 갑산군으로부터 혜산읍·운흥면·보천면을 분할하고 봉두면·대진면을 신설하였으며 삼수군 별동면을 편입해 혜산군을 신설하였다(1읍 5면).
- 1952년 12월 - 혜산군의 혜산면·봉두면 전역, 운흥면·별동면의 일부에 의해 재구성되었다.
- 1954년 10월 - 신설된 량강도에 속하게 되었고 중심부가 혜산시, 산간부가 운흥군이 되었다.
- 1961년 3월 - 운흥군의 일부를 편입하였다.

## 행정구역
25동과 4리로 구성되어 있다.
| - 강구동(江口洞) - 강안동(江岸洞) - 검산동(劒山里) - 련두동(蓮頭洞) - 련봉1동(蓮峯一洞) - 련봉2동(蓮峯二洞) - 마산1동(馬山一洞) - 마산2동(馬山二洞) - 성후동(城後洞) - 송봉1동(松峯一洞) - 송봉2동(松峯二洞) - 신흥동(新興洞) - 연풍동(淵豊洞) - 영흥동(英興洞) - 위연동(渭淵洞) - 춘동(春洞) - 탑성동(塔城洞) - 혜강동(惠江洞) - 혜명동(惠明洞) - 혜산동(惠山洞) - 혜신동(惠新洞) - 혜장동(惠長洞) - 혜탄동(惠炭洞) - 혜화동(惠化洞) - 혜흥동(惠興洞) | - 로중리(盧中里) - 신장리(新長里) - 운총리(雲寵里) - 장안리(長安里) |

## 교통
철도 도로 공항과 연결되어 있다.
- 백두산청년선
- 삼지연선
- 북부내륙선

## 문화
혜산고등학교와 혜산여자학교가 있다.
- 량강도방송
- 량강도일보

## 관광지
- 시내
  - 괘궁정(掛弓亭)
  - 보천보전투승리기념탑

- 시내에서 가까운 관광지
  - 백두산(白頭山)
  - 천지(天池)
  - 내곡온천(內曲溫泉)
  - 천지원(天池院)
  - 삼지연문화회관(三池淵文化會館)

## 교육
- 사범대학교 김일성의 첫째 부인인 김정숙의 이름을 따 김정숙사범대학이라 불린다.
- 농림대학교 중앙급대학교였지만 고난의 행군으로 인한 농업과 축산업, 임업이 급격히 축소되는 바람에 지방급대학교로 전락했다.
- 혜산의학대학(2016년 4년제 의학전문학교가 없어지고 의대와 통합되었다.)
- 량강공업대학(2016년 2년제 경제전문학교가 없어지고 공업대학과 통합되었다.)
- 기타 전문학교들이 있다. 간호전문학교, 상업전문학교(이미용, 회계, 경리 등을 가르쳐줌), 화학전문학교
- 그리고 가장 중요한 영웅혜산제1중학교가 있다. 이곳은 양강도 내의 영재들을 가르치는 학교이다. 2009년까지는 보천군에 있는 김일성고등물리학교에 밀려 2인자의 위치에 있었지만 김일성고등물리학교가 쇠퇴하면서 2010년 혜산시 제1의 영재고등학교가 된다. 매년 시험을 통해 80명 정도의 신입생을 받고 있다. 평양에 있는 평양제1중학교, 금성1고등에 인재들이 빠지고 나머지가 이곳에 들어가서 질이 떨어진다고 평가를 받지만 엄연히 뛰어난 인재들이 많다. 중학교4학년(한국기준 고등학교 1학년)에 신입생들을 받아 4,5,6학년 밖에 존재하지 않았지만 2012년 부터는 1학년, 4학년 두 학년에 거쳐 신입생들을 받는다. 총 인원은 약 500명 정도이다. 이곳의 학생들 중 성적이 우수한 이들은 예비시험(한국의 수능과 같음)을 치르지 않고도 어떤 대학이라도 시험을 치를 수 있는 자격을 가진다.(1년에 한 개의 대학만 선택할 수 있다는 단점이 있다.) 군대를 가는 것을 국가에서도 권장하지 않으며 대학교에 갈 것을 권장 할 정도로 인재들이 많다.

## 산업
벌목업과 곡물생산업이 있고, 직물업이 왕성하다.

## 같이 보기
- 조선민주주의인민공화국의 인구순 도시 목록

## 참고 자료
- Dormels, Rainer. North Korea's Cities: Industrial facilities, internal structures and typification. Jimoondang, 2014. ISBN 978-89-6297-167-5